# Danny Boyle
Danny Boyle (n. 20 octombrie 1956) este un regizor și producător britanic câștigător al premiului Oscar. Filmele sale cele mai cunoscute sunt Trainspotting (Din viață scapă cine poate), 28 Days Later (După 28 de zile), Sunshine, Slumdog Millionaire și 127 de ore care Boyle a câștigat mai multe premii în 2009, inclusiv premiul Oscar pentru cel mai bun regizor.

## Biografie
Danny Boyle s-a născut pe 20 octombrie 1956 în Radcliffe, într-o familie de  irlandezi catolici.
"Era o familie catolică foarte strictă. Am fost copil de altar pentru opt ani, lumea se aștepta să devin preot, acesta fiind și lucrul pe care mama mea și l-a dorit cel mai mult."
La vârsta de 14 ani Boyle a cerut să fie transferat de la școala locală la un seminar teologic din apropierea localității Wigan, dar a fost convins să renunțe de către un preot. În cadrul unui interviu cu The Times pentru filmul său Millions, el povestește:
“Până la 14 ani eram menit sa fiu preot, urma sa mă transfer la un seminar din apropierea lui Wigan. Dar preotul ăsta, Părintele Conway, m-a luat deoparte și mi-a zis:"Nu cred că ar trebui să mergi". Dacă mă salva pe mine de preoție sau preoția de mine, nu știu. Dar destul de repede după asta am început să fac teatru. Și aici este o legătură reala, cred. Toți acești regizori: Martin Scorsese, John Woo, M. Night Shyamalan - toți trebuiau să devină preoți. E ceva teatral in asta. E în principiu aceeași muncă - să reprezinți ceva imaginar, să spui oamenilor ce să gândească.”
A studiat la Thornleigh Salesian College din Bolton, și la Universitatea din Bangor.  În timpul facultății se întâlnește cu actrița Frances Barber.

## Cariera

### Teatru
După terminarea studiilor iși începe cariera la Joint Stock Theatre Company, după care se mută în 1982 la Royal Court Theatre unde a regizat Genius de Howard Brenton și Saved de Edward Bond. Regizează de asemenea cinci producții ale Royal Shakespeare Company.

### Televiziune
În 1980 Boyle începe activitatea în cadrul televiziunii ca producător pentru BBC Northern Ireland unde a realizat, printre alte filme de televiziune, controversata creație a lui Alan Clarke Elephant înainte de a deveni regizor al unor seriale ca: Arise And Go Now, Not Even God Is Wise Enough, For The Greater Good, Scout și două episoade din Inspector Morse. El a fost de asemenea responsabil pentru seria Mr. Wroe's Virgins difuzată de BBC2.
În 2001 - între filmele The Beach(Plaja) și 28 Days Later(28 De Zile După) - Boyle regizează două filme de televiziune pentru BBC: Vacuuming Completely Nude In Paradise și Strumpet.

### Filme
Boyle își face debutul ca regizor pe marile ecrane cu Shallow Grave.  Acesta a fost filmul britanic cu cele mai mari încasări în 1995 și a condus la realizarea luiTrainspotting (Din viață scapă cine poate), bazat pe romanul cu același nume al lui Irvine Welsh.  Rezultat al colaborării sale cu scenaristul John Hodge și producătorul Andrew Macdonald, Shallow Grave ia adus lui Boyle premiul "Best Newcomer Award" oferit de London Film Critics Circle în anul 1996 . Shallow Grave și Trainspotting sunt două filme ce au revitalizat cinematografia britanică..  Andrew Macdonald, producătorul filmului Trainspotting, a spus:
"Boyle ia un subiect pe care l-ai văzut adesea prezentat realistic, într-un mod academic, fie că este vorba de drogați sau de orfanii din mahala, și reușește să-l facă veridic dar în același timp incredibil de înalțător și energizant."
După aceasta s-a mutat la Hollywood și a încercat să obțină un contract de producție cu unul din studiourile majore americane. A refuzat oferta de a regiza al patrulea film din seria Alien, alegând în schimb filmul A Life Less Ordinary realizat cu finanțare britanică.
Următorul proiect al lui Danny Boyle a fost adaptarea romanului The Beach(Plaja).  Filmat în Thailanda, cu Leonardo DiCaprio în rol principal, acesta a dus la un conflict cu Ewan McGregor(starul primelor sale două filme) datorat alegerii actorilor.  A colaborat apoi cu Alex Garland la realizarea filmului horror post-apocaliptic 28 Days Later(28 de zile după).
A regizat și un film de scurt metraj Alien Love Triangle (cu Kenneth Branagh), ce urma să facă parte, împreună cu alte două scurt metraje, dintr-un film de lung metraj. Proiectul a fost abandonat atunci când celelalte două scurt metraje s-au transformat în filme "de sine stătătoare": Mimic cu Mira Sorvino și Impostor cu Gary Sinise.
În 2004 Boyle a regizat Millions,, având un scenariu de Frank Cottrell Boyce.  Următoarea sa colaborare cu Alex Garland a fost filmul SF lansat în 2007 Sunshine, în care a jucat și vedeta filmului 28 Days Later Cillian Murphy.

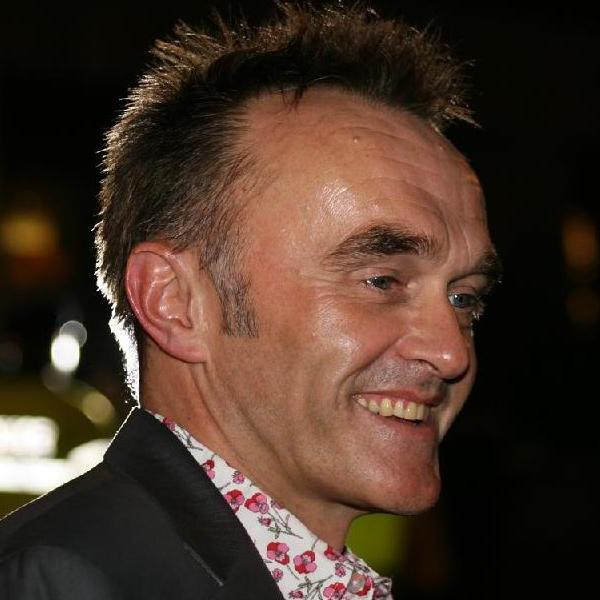
Boyle la 2008 Toronto International Film Festival

În 2008 a regizat Slumdog Millionaire, povestea unui copil sărac (Dev Patel) de pe străzile Mumbai-ului care participă la varianta Indiană a Vreau să fiu miliardar, pentru care Boyle a câștigat un Oscar.
"Să fi un realizator de film...trebuie să conduci. Trebuie să fi obsedat de dorința de a face ceva. Oamenii preferă calea ușoară. Trebuie să lupți pentru a obține ceva neobișnuit, ceva diferit."

## Colaborări frecvente
| Distribuție/echipa                                   | Shallow Grave [1994] | Trainspotting [1996] | A Life Less Ordinary [1997] | The Beach [2000] | Strumpet [2001] | Vacuuming Completely Nude in Paradise [2001] | 28 Days Later [2002] | Millions [2004] | 28 Weeks Later [2007] | Sunshine [2007] | Slumdog Millionaire [2008] | 127 Hours [2010] | Frankenstein (Play) [2011] | 2012 Olympics Opening Ceremony [2012] | Trance [2013] |
| ---------------------------------------------------- | -------------------- | -------------------- | --------------------------- | ---------------- | --------------- | -------------------------------------------- | -------------------- | --------------- | --------------------- | --------------- | -------------------------- | ---------------- | -------------------------- | ------------------------------------- | ------------- |
| Glenn Freemantle                                     |                      |                      |                             | ✔                |                 |                                              | ✔                    | ✔               | ✔                     | ✔               | ✔                          | ✔                |                            |                                       | ✔             |
| Andrew Macdonald                                     | ✔                    | ✔                    | ✔                           | ✔                |                 |                                              | ✔                    |                 | ✔                     | ✔               |                            |                  |                            |                                       |               |
| Underworld (Rick Smith, Karl Hyde &/or Darren Price) |                      | ✔                    | ✔                           | ✔                |                 |                                              |                      |                 |                       | ✔               |                            |                  | ✔                          | ✔                                     | ✔             |
| Suttirat Anne Larlarb                                |                      |                      |                             | ✔                |                 |                                              |                      |                 |                       | ✔               | ✔                          | ✔                | ✔                          | ✔                                     | ✔             |
| Anthony Dod Mantle                                   |                      |                      |                             |                  | ✔               | ✔                                            | ✔                    | ✔               |                       |                 | ✔                          | ✔                |                            |                                       | ✔             |
| Mark Tildesley                                       |                      |                      |                             |                  |                 |                                              | ✔                    | ✔               | ✔                     | ✔               |                            |                  | ✔                          | ✔                                     | ✔             |
| John Murphy                                          |                      |                      |                             |                  | ✔               | ✔                                            | ✔                    | ✔               | ✔                     | ✔               |                            |                  |                            |                                       |               |
| Chris Gill                                           |                      |                      |                             |                  | ✔               | ✔                                            | ✔                    | ✔               | ✔                     | ✔               |                            |                  |                            |                                       |               |
| John Hodge                                           | ✔                    | ✔                    | ✔                           | ✔                |                 |                                              |                      |                 |                       |                 |                            |                  |                            |                                       | ✔             |
| Ewan McGregor                                        | ✔                    | ✔                    | ✔                           |                  |                 |                                              |                      |                 |                       |                 |                            |                  |                            |                                       |               |
| Christopher Eccleston                                | ✔                    |                      |                             |                  | ✔               |                                              | ✔                    |                 |                       |                 |                            |                  |                            |                                       |               |
| Robert Carlyle                                       |                      | ✔                    |                             | ✔                |                 |                                              |                      |                 | ✔                     |                 |                            |                  |                            |                                       |               |
| Jonny Lee Miller                                     |                      | ✔                    |                             |                  |                 |                                              |                      |                 |                       |                 |                            |                  | ✔                          |                                       |               |
| Alex Garland                                         |                      |                      |                             | ✔                |                 |                                              | ✔                    |                 |                       | ✔               |                            |                  |                            |                                       |               |
| A. R. Rahman                                         |                      |                      |                             |                  |                 |                                              |                      |                 |                       |                 | ✔                          | ✔                |                            | ✔                                     |               |
| Keith Allen                                          | ✔                    | ✔                    |                             |                  |                 |                                              |                      |                 |                       |                 |                            |                  |                            |                                       |               |
| Peter Mullan                                         | ✔                    | ✔                    |                             |                  |                 |                                              |                      |                 |                       |                 |                            |                  |                            |                                       |               |
| Jukka Hiltunen                                       |                      |                      |                             | ✔                |                 |                                              | ✔                    |                 |                       |                 |                            |                  |                            |                                       |               |
| Cillian Murphy                                       |                      |                      |                             |                  |                 |                                              | ✔                    |                 |                       | ✔               |                            |                  |                            |                                       |               |
| Naomie Harris                                        |                      |                      |                             |                  |                 |                                              | ✔                    |                 |                       |                 |                            |                  | ✔                          |                                       |               |
| Rose Byrne                                           |                      |                      |                             |                  |                 |                                              |                      |                 | ✔                     | ✔               |                            |                  |                            |                                       |               |
| Simon Beaufoy                                        |                      |                      |                             |                  |                 |                                              |                      |                 |                       |                 | ✔                          | ✔                |                            |                                       |               |
| Emeli Sandé                                          |                      |                      |                             |                  |                 |                                              |                      |                 |                       |                 |                            |                  |                            | ✔                                     | ✔             |

## Filmografie

### Televiziune
| An        | Show                                  | Regizor | Producător | Scenarist | Note                            |
| --------- | ------------------------------------- | ------- | ---------- | --------- | ------------------------------- |
| 1987      | The Rockingham Shoot                  |         | Da         |           | Film TV                         |
| 1987      | Scout                                 | Da      |            |           | Film TV                         |
| 1987      | The Venus de Milo Instead             | Da      |            |           | Film TV                         |
| 1989      | Elephant                              |         | Da         |           | TV Short                        |
| 1989      | Monkeys                               | Da      | Da         |           | Film TV                         |
| 1989      | The Nightwatch                        | Da      | Da         |           | Film TV                         |
| 1989–1993 | Screenplay                            | Da      |            |           | 3 episodes                      |
| 1990–1992 | Inspector Morse                       | Da      |            |           | 2 episodes                      |
| 1991      | For the Greater Good                  | Da      |            |           | Film TV                         |
| 1993      | Mr. Wroe's Virgins                    | Da      |            |           |                                 |
| 2001      | Strumpet                              | Da      |            |           | Film TV                         |
| 2001      | Vacuuming Completely Nude in Paradise | Da      |            |           | Film TV                         |
| 2012      | Summer Olympics opening ceremony      | Da      |            | Da        |                                 |
| 2014      | Babylon                               | Da      | Da         |           | Creditat ca producător executiv |

### Film
| An   | Film                 | Regizor | Producător | Scenarist | Note                           |
| ---- | -------------------- | ------- | ---------- | --------- | ------------------------------ |
| 1994 | Shallow Grave        | Da      |            |           |                                |
| 1996 | Trainspotting        | Da      |            |           |                                |
| 1997 | Twin Town            |         | Da         |           | Credited as executive producer |
| 1997 | A Life Less Ordinary | Da      |            |           |                                |
| 2000 | The Beach            | Da      |            |           |                                |
| 2002 | 28 Days Later        | Da      |            |           |                                |
| 2004 | Millions             | Da      |            |           |                                |
| 2007 | Sunshine             | Da      |            |           |                                |
| 2007 | 28 Weeks Later       |         | Da         |           | Credited as executive producer |
| 2008 | Slumdog Millionaire  | Da      |            |           |                                |
| 2008 | Alien Love Triangle  | Da      |            |           | Short                          |
| 2010 | 127 Hours            | Da      | Da         | Da        |                                |
| 2013 | Trance               | Da      | Da         |           |                                |

### Premii

#### Shallow Grave
- 1995 Angers European First Film Festival
  - Audience Award, feature film.
  - Best Screenplay, feature film.
  - Liberation Advertisement Award.
- 1995 BAFTA - Alexander Korda Award pentru cel mai bun film britanic (impreuna cu Andrew Macdonald).[16]
- 1995 Cognac Festival du Film Policier
  - Audience Award.
  - Grand Prix.
- 1994 Dinard British Film Festival
  - Golden Hitchcock.
- 1996 Empire Award
  - Best Director.
- 1996 Evening Standard British Film Award
  - Most Promising Newcomer.
- 1995 Fantasporto (Portugal)
  - International Fantasy Film Award, Best Film.
- 1994 San Sebastian International Film Festival
  - Silver Seashell, Best Director.

#### Trainspotting
- 1997 BAFTA Scotland Awards
  - Best Feature Film.
- 1997 Bodil Award (Denmark)
  - Best Non-American Film (Bedste ikke-amerikanske film)
- 1997 Czech Lions
  - Best Foreign Language Film (Nejlepsí zahranicní film)
- 1997 Empire Award
  - Best Director.
- 1996 Seattle International Film Festival
  - Golden Space Needle Award, Best Director.
- 1996 Warsaw International Film Festival
  - Audience Award.

#### 28 Days Later
- 2003 Fantasporto (Portugal)
  - Grand Prize of European Fantasy Film in Silver.
  - International Fantasy Film Award, Best Director.
- 2003 Neuchâtel International Fantasy Film Festival
  - Best International Film.

#### Slumdog Millionaire
- 2009 Academy Awards
  - Best Director
- 2008 Austin Film Festival
  - Audience Award, out of competition feature.
- 2009 BAFTA
  - Best Director
- 2008 British Independent Film Awards
  - Best Director
- 2009 Broadcast Film Critics Association Awards
  - Best Director
- 2008 Chicago Film Critics Association Awards
  - Best Director
- 2008 Chicago International Film Festival
  - Audience Choice Award
- 2009 Golden Globes
  - Best Director - Motion Picture
- 2008 Los Angeles Film Critics Association Awards
  - Best Director
- 2008 Satellite Awards
  - Best Director
- 2008 Southeastern Film Critics Association Awards
  - Best Director
- 2008 St. Louis International Film Festival
  - Audience Choice Award - Best International Feature
- 2008 Toronto International Film Festival
  - Audience Choice Award

### Interviuri (în engleză)
- Danny Boyle and Gotham Chopra Arhivat în 27 februarie 2009, la Wayback Machine.
- Video Interview with Karmalooptv[nefuncțională]
- Zombies, smack addicts and Starbucks Arhivat în 4 mai 2010, la Wayback Machine.
- EyeForFilm despre Sunshine, continuari si un proiect cu Pratchett
- Sunshine (2007)
- Danny Boyle on Storytelling Arhivat în 16 februarie 2009, la Wayback Machine.
- Danny Boyle, Dev Patel and Freida Pinto Interview with Pyro Radio for Slumdog Millionairre Arhivat în 15 iulie 2011, la Wayback Machine.
- Danny Boyle talks about his career and Slumdog Millionaire Arhivat în 30 aprilie 2009, la Wayback Machine.